# Тарнава-Виданка
Тарнава-Виданка (пол. Tarnawa-Wydanka) — село в Польщі, у гміні Сендзішув Єнджейовського повіту Свентокшиського воєводства.
У 1975-1998 роках село належало до Келецького воєводства.